# Monsterpartyt
Monsterpartyt är en amerikansk animerad film från 1967 som producerades för Halloweensäsongen.

## Handling
Efter att ha bestämt sig för att avsluta sitt jobb som regissör av monster, bjuder Boris von Frankenstein ut dem att välja sin efterträdare. Men han inser senare att hans hemlighet för total förstörelse inte får bli känd av någon annan.

## Röster (originalversion)
- Boris Karloff – Boris von Frankenstein
- Allen Swift – Felix Flanken/Yetch/Dracula/Frankensteins monster/Varulv/Quasimodo/Osynlige mannen/Dr Jekyll och Mr Hyde/Det/Skelett/Maffia Machiavelli/Herr Kronkite/Fraktkapten/Första kompis/Brevbärare
- Gale Garnett – Francesca
- Phyllis Diller – Monsters kompis
- Ethel Ennis – Signaturmelodi sångare